# Jean-Pierre Nicolas
Jean-Pierre Nicolas (rođen 22. siječnja 1945.) je francuski umirovljeni reli-vozač. Nicolas je nastupao na utrkama svjetskog prvenstva u reliju (WRC) od 1973.g. do 1980. Ukupno je zabilježio 40 nastupa na WRC utrkama, 5 pobjeda, dok je 13 puta završio na pobjedničkom podiju. Najbolji plasman u karijeri mu je bio 1978. kada je u konačnom poretku FIA Kupa za vozače bio drugi.